# Potentilla ferganensis
Potentilla ferganensis es una especie de planta del género Potentilla, perteneciente a la familia Rosaceae.

## Taxonomía
Potentilla ferganensis fue descrita por Jiří Soják en 1987.

## Distribución
Se encuentra en el territorio de Kirguistán.